# Myrmecozela climacodes
Myrmecozela climacodes är en fjärilsart som beskrevs av Edward Meyrick 1925. Myrmecozela climacodes ingår i släktet Myrmecozela och familjen äkta malar.
Artens utbredningsområde är Egypten. Inga underarter finns listade i Catalogue of Life.